# باب‌المقام
باب‌المقام (عربی: باب‌المقام) یک فیلم به کارگردانی محمد ملص است که در سال ۲۰۰۵ منتشر شد.